# Naturschutz im Nationalsozialismus

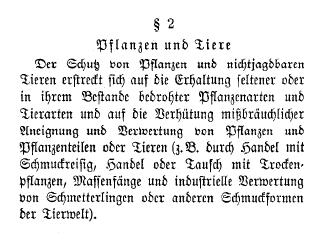
§ 2 des Reichsnaturschutzgesetzes von 1935

Der Naturschutz im Nationalsozialismus begann 1933 mit der Gleichschaltung der Naturschutzverbände und dem Ausschluss der jüdischen Mitglieder aus den Vereinen. Umfassende gesetzliche Neuregelungen in den Jahren 1933 bis 1935 des NS-Regimes im Bereich des Natur- und Umweltschutzes, allen voran das Reichsnaturschutzgesetz (RNG), regelten erstmals den Ausgleich nach privaten Eingriffen und führten neben den Naturschutzgebieten die schwächer geschützten Landschaftsschutzgebiete als neue Kategorie ein. Ausgenommen waren jedoch staatliche Großvorhaben wie verkehrstechnische oder militärische Eingriffe. Institutionell unterstellte man den Naturschutz mit der 1936 eingerichteten „Reichsstelle“ dem Reichsforstamt unter Reichsinnenminister Hermann Göring. Ideologisch wurde der Naturschutz mit einem völkischen Heimat-Begriff, dem Bestreben nach Autarkie sowie mit einer Blut-und-Boden-Ideologie verknüpft, die in der Landschaftsplanung in Osteuropa nach dem Generalplan Ost ihre deutlichen Ausprägungen fanden.
In der Praxis hielt das NS-Regime sich nicht an den anfangs gesetzlich vorgezeichneten Weg eines umfassenden Naturschutzes. Nach der Übernahme der Verantwortung für den Vierjahresplan stellte Hermann Göring die Autarkiepolitik über den Naturschutz. Vielerorts wurde die Natur zerstört, zum Beispiel durch Melioration, Autobahnbau, Intensivierung der Waldnutzung, Bau von Industrie- und militärischen Anlagen (siehe auch Aufrüstung der Wehrmacht). Die vom Reichsarbeitsdienst betriebene Kultivierung von Ödland wurde gerade von Naturschützern kritisiert.

## Ausgangslage
Völkische Bewegung und Heimatbewegung verklärten im 19. Jahrhundert (siehe Romantik) die deutsche Natur und etablierten in Teilen einen völkisch begründeten Heimatbegriff. Ein ideologischer Nationalismus ließ die nationale Identität der Deutschen zunehmend früher in der mittelalterlichen oder sogar germanischen Vergangenheit (Arminiuskult) entstehen. Zwischen der breiteren Heimat- und Naturschutzbewegung und der Völkischen Bewegung gab es ideelle, personelle und organisatorische Überschneidungen. Extreme Vertreter eines „völkischen Heimatschutzes“ forderten unter anderem eine Germanisierung des Christentums oder einen Rückgriff auf einen vorchristlichen Volksglauben (siehe auch Neopaganismus, Deutsche Christen, Akkommodation (Religion), Nationalsozialistischer Weihnachtskult). Zu den frühen Antisemiten gehörte der bekannte „Heidedichter“ Hermann Löns, der 1906 auf dem Niedersachsentag der Naturschützer einen „Rasseschutz“ forderte.
Nach der Niederlage im Ersten Weltkrieg wurde der rassenbiologische Antisemitismus für viele Naturschützer zu einem anschlussfähigen Deutungsmuster. Die Vorstellung einer ungestörten Natur wurde auf den gesunden und reinen „Volkskörper“ übertragen. Die xenophobe Grundhaltung ließ antisemitische Vorstellungen in ein ideologisches Konglomerat aus darwinistischen Ideen, Neuromantik und Antimodernismus einfließen. Natur- und Heimatschutz wurden als Grundlage einer „unverwechselbare[n] völkische[n] Eigenart und Überlebensfähigkeit“ interpretiert, womit oft die Betonung völkischer Überlegenheit verbunden war.

## Nationalsozialistische Naturschutzpolitik und Ideologie
Im NS-Regime und in der NS-Propaganda wurden Topoi wie Natur, Heimat und Deutscher Wald zu Elementen der NS-Ideologie. Die Landschaftspflege wurde in den Naturschutz einbezogen und mit Begriffen wie artgemäße germanisch-deutsche Kulturlandschaft mit Blut-und-Boden-Gedankengut verknüpft.
Der Symbolpolitik folgte die organisatorische und personelle Verflechtung, Naturschutz und Landschaftspflege wurden dem Reichsforstamt des Reichsforstmeisters Hermann Göring unterstellt, der dortige Unterabteilungsleiter Heinrich Wiepking-Jürgensmann wurde zugleich Sonderbeauftragter für Landschaftsgestaltung und Landschaftspflege in Heinrich Himmlers Reichskommissariat für die Festigung des deutschen Volkstums. Der Fokus der nationalsozialistischen Naturschutzbestrebungen lag aber aus rassistischen und ökonomischen Gründen vorrangig auf dem „Blut“ und weniger auf dem „Boden“. Im Gegenteil sollte dieser landwirtschaftlich möglichst intensiv genutzt werden.
Natur- und Heimatschützer wie Paul Schultze-Naumburg, Walther Schoenichen und Hans Schwenkel haben bereits vor 1933 antisemitische Deutungen des Naturschutzes entwickelt, die nach dem Machtübergang an die Nationalsozialisten offen politisch anerkannt wurden. Darstellungen des Juden, „der sich alles nimmt und der alles hat, der aber Heimat nicht lieben kann, weil er Heimat eben nicht hat“ gipfeln in der Utopie einer 'reinen' Umwelt und ihrer „Entsprechung in der Vorstellung einer judenreinen Welt“.
Deutlich ausgeprägt wurde das Konglomerat aus Natur- und Heimatschutz, Landschaftspflege einschließlich der Pflege der deutschen Kulturlandschaft, Blut-und-Boden-Ideologie und Rassismus wie Antisemitismus in der „Allgemeinen Anordnung Nr. 20/VI/42“ – Über die Gestaltung der Landschaft in den eingegliederten Ostgebieten, die im Dezember 1942 Reichsführer SS Himmler im Zusammenhang mit dem Generalplan Ost erließ. In einer Einführung zu dieser Verordnung ordnete der Verwaltungsjurist und Landschaftsplaner Erhard Mäding unter den Begriff der Landespflege sowohl Landwirtschaft, Landeskultur wie Landschaftspflege und -gestaltung ein. Er schrieb dazu:
„Die Landschaftsregeln des Reichsführers SS sind ein entscheidender Markstein der deutschen Landwirtschaft und deutschen Landeskultur. Zum ersten Mal in der langen Geschichte der deutschen Landespflege sind umfassende Richtlinien für das Gesamtgebiet der Landschaftspflege und -gestaltung erlassen, die vom Gesamtraum ausgehen und seine Funktion und Gestalt im Auge haben.“
Diesen Landschaftsregeln, von Mäding sowie Heinrich Wiepking-Jürgensmann miterstellt und von Himmler unterzeichnet, lagen von der Rassenideologie geprägte Planungsvorstellungen zugrunde. Sie gingen von einem „art- und rassenpolitischen“ Umweltverständnis aus. In den Zielsetzungen der Anordnung wird dazu ausgeführt:
„Die Landschaft in den eingegliederten Ostgebieten ist auf weite Flächen durch das kulturelle Unvermögen fremden Volkstums vernachlässigt, verödet und durch Raubbau verwüstet. (...) Dem germanisch-deutschen Menschen aber ist der Umgang mit der Natur ein tiefes Lebensbedürfnis. (...) Sollen daher die neuen Lebensräume den Siedlern Heimat werden, so ist die planvolle und naturnahe Gestaltung der Landschaft eine entscheidende Voraussetzung. Sie ist eine der Grundlagen für die Festigung deutschen Volkstums. Es genügt also nicht, unser Volkstum in diesen Gebieten anzusiedeln und fremdes Volkstum auszuschalten. Die Räume müssen vielmehr ein unserer Wesensart entsprechendes Gepräge erhalten, damit der germanisch-deutsche Mensch sich heimisch fühlt.“
Unter der Landespflege werden hier Landschaftspflege, Naturschutz, Grünlandplanung und Gartenarchitektur zusammenfasst für eine Idee, nach der die Deutschen „als erstes abendländisches Volk in der Landschaft auch ihre seelische Umwelt gestalten“. Als „Volksgemeinschaft“ nähmen sie die „Kulturaufgaben der Gegenwart“ wahr. Ideologisch wird die Enteignung der ansässigen, zunächst der jüdischen, Bevölkerung in den sogenannten eingegliederten Ostgebieten verbrämt sowie der Ausbau der landwirtschaftlichen Produktion unter dem Begriff Reichsnährstand verklärt. Zudem zeigt die Verordnung den hohen Stellenwert der „deutschen Kulturlandschaft“ als „unlösbare Verbindung zwischen einer expansiven Raumpolitik und einer aggressiven Rassenpolitik“.

## Staatliche Organisation
Naturschutz und Landschaftspflege waren ab 1936 dem Reichsforstamt unter Hermann Göring, als „Oberster Beauftragter für den Naturschutz“, unterstellt. Die Abteilung Naturschutz (Oberste Naturschutzbehörde) wurde gemäß dem Naturschutzgesetz zur „Abteilung für Naturschutz und Landschaftspflege“ ausgebaut. Zu Beratungs- und Koordinationszwecken entstand parallel die „Reichsstelle für Naturschutz“, die die Staatliche Stelle für Naturdenkmalpflege in Preußen ersetzt hatte. Bis November 1938 leitete diese Walther Schoenichen, anschließend unterstand sie dem Naturwissenschaftler und Mitverfasser des Naturschutzgesetzes Hans Klose.
1942 gliederte sich die Oberste Naturschutzbehörde in folgende Sachgebiete
- „Führung der Naturschutzarbeit“ unter dem Zoologen und Tierforscher Lutz Heck
- „Gesetzgebung und Recht“ unter Dr. Wrede
- „Örtlicher Naturschutz“ unter dem Förster Richard Lohrmann,
- „Artenschutz“ (Heumann)
- „Landschaftspflege Gruppe I“ unter dem Denkmalpfleger Hans Schwenkel,
- „Landschaftspflege Gruppe II – Allgemeine Bestimmungen, Landschaftsschutz und Landschaftsgestaltung in den neuen Siedlungsgebieten“ unter Heinrich Wiepking-Jürgensmann.

Die Abteilung Landschaftspflege Gruppe II war zugleich auf Grund eines Abkommens mit Heinrich Himmler, dem Reichskommissar für die Festigung deutschen Volkstums, bei den jeweiligen „Reichsstatthaltern“ bzw. „Generalreferenten für Landschaftspflege“ eingesetzt, Wiepking-Jürgensmann war entsprechend zugleich Sonderbeauftragter für Landschaftsgestaltung und Landschaftspflege in Himmlers Reichskommissariat für die Festigung des deutschen Volkstums.
Aufgabe des Reichskommissariats war es die besetzten Gebiete im Osten „deutsch“ werden zu lassen. Die Landschaft sollte „durch Ausschaltung fremden Volkstums in eine artgemäße germanisch-deutsche Kulturlandschaft umgewandelt werden“.

## Gesetzgebung
In den ersten Jahren ihrer Herrschaft erließ die Reichsregierung mehrere umwelt- und naturschutzbezogene Gesetze. Dabei konnte sie in den Bereichen Natur-, Umwelt- und Tierschutz auf bereits bestehende rechtliche Regelungen wie Landesgesetze und Polizeiverordnungen der Länder sowie auf Gesetzentwürfe aus der Zeit der Weimarer Republik aufbauen. Als ein Motiv wird gesehen, mit zeitgenössisch populären Naturschutzthemen bei der Bevölkerung auf Zustimmung zur eigenen Politik stoßen.
1934 wurde das von Kurt Mantel kommentierte Reichswaldverwüstungsgesetz als erste reichsweite Norm der Forstgesetzgebung verabschiedet, 1934 folgte das Reichsjagdgesetz (RJG) einschließlich eines Hegegebots. Das 1935 beschlossene Reichsnaturschutzgesetz (RNG), von Hans Klose unter Verwendung von Vorlagen des Naturschützers, Höhlenforschers und früheren jüdischen Kollegen Benno Wolf formuliert, war die normative Weiterführung der Naturdenkmalpflege. Einbezogen in dieses Gesetz ist die Landschaftspflege als Teilbereich des Naturschutzes. Das RNG gilt zwar nicht als NS-Gesetz im engeren Sinne, in seiner Präambel wird aber die ideologische Ausrichtung des Naturschutzes im Nationalsozialismus benannt:
„Der um die Jahrhundertwende entstandenen 'Naturdenkmalpflege' konnten nur Teilerfolge beschieden sein, weil wesentliche politische und weltanschauliche Voraussetzungen fehlten; erst die Umgestaltung des deutschen Menschen schuf die Vorbedingungen für wirksamen Naturschutz“.
Ab 1936 verlor der Naturschutz die Fürsprache bei den Machthabern. Die Aufrüstung der Wehrmacht sowie die Stärkung der Industrie und ihrer Autarkie hatten Priorität.
Nachdem es zu gravierenden Schädigungen der natürlichen Ressourcen gekommen war, drangen 1941 die Fachbehörden für Naturschutz auf Abhilfe und erarbeiten Entwürfe für ein Wasser- und Waldgesetz. Aufgrund der Kriegssituation kam diese Gesetzesarbeit nicht über das Entwurfsstadium hinaus.
Alle Gesetze überdauerten das Ende des NS-Regimes und galten auch nach der Gründung der Bundesrepublik Deutschland am 23. Mai 1949 weiter.

## Naturschutzverbände
Der Bund für Vogelschutz begrüßte 1933 die Machtergreifung der NSDAP mit den Worten: „Heimatliebe und Naturliebe sind eine der stärksten Wurzeln, aus denen Deutschland Kraft schöpfen kann. (...) Freudig stellen wir uns hinter den Führer, geloben, unsere ganze Kraft einzusetzen für sein hohes Ziel.“ Auf Anordnung des Reichsforstamts erfolgte 1934 die Umbenennung in Reichsbund für Vogelschutz (RfV) zugleich mit einer Satzungsänderung, nach der nur noch „deutsche Staatsangehörige deutschen oder artverwandten Blutes“ Mitglied werden konnten. 1935 wurde der Bund dem Reichsforstamt untergeordnet. Durch einen Erlass des Reichsforstmeisters Hermann Göring vom 24. September 1938 waren neben diesem Einheitsverband keine anderen Vogelschutzvereine mehr zulässig.
Die Gründerin des Vogelschutzbundes Lina Hähnle unterwarf sich den nationalsozialistischen Rahmenbedingungen, obwohl sie keine Sympathisantin des Nationalsozialismus war. Sie begrüßte den angekündigten Bedeutungszuwachs des Naturschutzes und übersah die Instrumentalisierung ihrer Tätigkeit. Am Beispiel Hähnle werde deutlich, so Wöbse, wie der „Nationalsozialismus den Naturschutz instrumentalisierte und als Einfallstor in ein zum Teil durchaus skeptisches Milieu benutzte“. Nach der Konsolidierung des Verbandes als einzig zugelassene Vogelschutzorganisation 1937 zog Hähnle sich zurück und trat 1938 den Vorsitz an den Nationalsozialisten Reinhard Wendehorst ab.
Theodor Künkele, Forstwissenschaftler und Parteimitglied (1934–1938), und Hans Hohenester, Druckereibesitzer und Träger des Blutordens (1938–1945) führten den Bund Naturschutz in Bayern. Künkele äußerte 1935 in Kaiserslautern auf einer Naturschutztagung:
„Im Dritten Reich wird letzten Endes nicht mehr das technisch oder wirtschaftlich ‚Zweckmäßige’ erstrebt, sondern das Volksorganische. Nicht mehr die Wirtschaft ist letztes Ziel der Politik, sondern die Gesunderhaltung der Quellen der Volkskraft. Diese Quellen sind Blut und Boden, Volk und Heimaterde, der Mensch inmitten der Mutter Natur. [...] Das Wiedererwachen der deutschen Seele entscheidet auch über das Schicksal der Umwelt. Der deutsche Mensch fängt an, die alten und ewig jungen Kraftbrunnen wieder zu entdecken, die in den überwundenen Jahrzehnten verschüttet und verschollen lagen.“
Der Volksbund Naturschutz, in dem mehrere Funktionäre jüdischen Ursprungs tätig waren, führte unter dem durchgehenden Vorsitzenden Hans Klose 1936 den Arierparagraphen ein.
Der länderübergreifende Deutsche und Österreichische Alpenverein, in dem der Alpenschutz neben dem Sport eine Rolle spielte, wurde 1938 in den NS-Reichsbund für Leibesübungen als Fachsektion überführt. Der damit verbundene Verein zum Schutze der Alpenpflanzen und -Tiere war weiter tätig bis 1942.
Die sozialistischen Naturfreunde wurden 1933 sofort verboten und ihre Häuser enteignet.

## Handlungsfelder

### Autobahnbau
3650 Kilometer Reichsautobahn wurden von Januar 1934 bis Ende 1941 gebaut und bedeuteten mit ihrem Flächenverbrauch große Eingriffe in die Landschaft.
Als Stellvertreter einer naturverbundenen Landschaftsarchitektur setzte sich Alwin Seifert, „Reichslandschaftsanwalt des Generalinspekteurs für das deutsche Straßenwesen“ beim Bau der Reichsautobahnen für eine landschaftsbezogene Platzierung von Brücken und Kreuzungsbauwerken und eine generelle „Erfahrbarkeit“ der deutschen Landschaften ein. Die Vorgaben zur Einbindung dieses zentralen Infrastruktur- und Propagandaprojekts in die Topographie und die gestalterische Umsetzung lehnten sich unter anderem an das amerikanische Vorbild der United States Highways an.

### Wasserstraßenbau und Entwässerung
In den 1930er Jahren gab es eine Diskussion um den amerikanischen Dust Bowl, eine Landschaftsversteppung durch Bodenaustrocknung. Alwin Seifert machte sich zum Anwalt einer langsameren Bodenentwässerung im Deutschen Reich. So stellte er sich erfolglos gegen die Begradigung der Leipziger Luppe und der westfälischen Ems.

### Forstwirtschaft
Die „deutsche Natur“ und der „deutsche Wald“ wurden zu Chiffren für modernitätskritische, nationalistische, rassistische und biologistische Denkmuster. Dazu gehörten „Ganzheitlichkeit des Waldes“ als Gegenbild zu Fortschritt und Großstadt, der Wald als Heimat, als germanisches Heiligtum und „rassischer Kraftquell“. Die Deutschen sah man in der Nachfolge der Germanen als ursprüngliches „Waldvolk“, während die Stigmatisierung der Juden als „Wüstenvolk“ ihre Diskriminierung und Verfolgung rechtfertigen sollte. Auch wurde Waldvernichtung mit Volksvernichtung gleichgesetzt. Das von Heinrich Himmlers SS-Ahnenerbe initiierte Forschungswerk Wald und Baum in der arisch-germanischen Geistes- und Kulturgeschichte wollte, ausgehend vom vermuteten „Waldursprung“ der germanischen Kultur, die Existenz einer frühzeitlichen „Baum- und Waldreligion“ nachweisen, um auf dieser Grundlage eine „arteigene“ nationalsozialistische Glaubensanschauung zu etablieren.
Hermann Göring, verantwortlich für die Forstwirtschaft, verherrlichte den Wald: „Wenn wir [sc. Deutschen] durch den Wald gehen, […], erfüllt uns der Wald mit […] einer ungeheuren Freude an Gottes herrlicher Natur. Das unterscheidet uns von jenem Volke, das sich auserwählt dünkt und das, wenn es durch den Wald schreitet, nur den Festmeter berechnen kann.“
Mit der Übernahme des Vierjahresplans sowie der Agrar- und Forstpolitik 1936 durch Göring stagnierte der Naturschutz. So wurden der Holzeinschlag und damit die Belastung der Wälder deutlich erhöht. Bereits ab 1935 hatte sich die Forstwirtschaft den Autarkiebestrebungen der Nationalsozialisten unterzuordnen. Ab Oktober 1935 wurde für den Staatswald ein Holzeinschlag angeordnet, der um 50 % über den jährlichen Holzzuwachs hinausging. Ab 1937 galt dies auch für Gemeinde- und Privatwald über 50 ha.

### Landwirtschaft

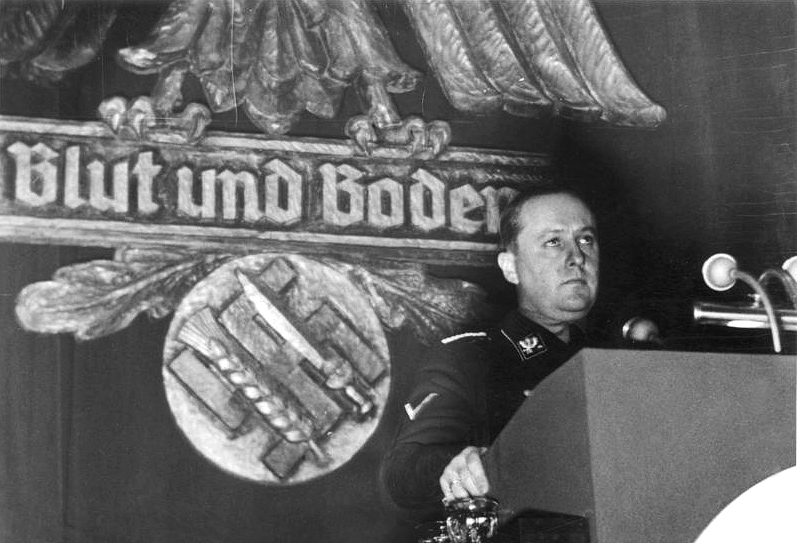
Darré bei einer Kundgebung in Goslar 1937

Ein wichtiges Motiv der Agrarpolitik zwischen 1933 und 1945 waren die nationalsozialistischen Autarkiebestrebungen. Zudem wurde die Landwirtschaft ideologisch stark verklärt. Walther Darré, Ernährungs- und Landwirtschaftsminister von 1933 bis 1942, betonte die Blut-und-Boden-Ideologie und kämpfte für den Erhalt des Bauerntums. Mit seinen Ausführungen zur Überlegenheit des nordischen Blutes und der Notwendigkeit der Reinerhaltung, zur Sicherung der Zukunft der germanischen Rasse durch die zentrale Rolle eines gesunden deutschen Bauernstandes übte er großen Einfluss auf Heinrich Himmler aus. Seine Schriften dienten der ideologischen Legitimierung der Eroberungs- und Vernichtungspolitik im Osten.
In von Darré ausgerufenen sogenannten Erzeugungsschlachten wurden Produktivitätssteigerungen in der Landwirtschaft angestrebt. Die sogenannten Zehn Gebote der Erzeugungsschlacht bedeuteten starke Beeinträchtigungen für den Naturschutz infolge der Intensivierung der Landwirtschaft beispielsweise durch erhöhte Düngung, Melioration, Umwandlung von sogenanntem Ödland in Nutzland, Moorkolonisierungen und Flurbereinigungen. Die Autarkiebestrebungen der Nationalsozialisten sorgten letztlich dafür, dass der Naturschutz in der Landwirtschaft keine Erfolgsaussichten hatte.

### Tierschutz
Tierschutz war ein wichtiges Propagandathema des Nationalsozialismus.

## Nachwirkungen
Obwohl die praktische Naturschutzpolitik nur Traditionen aus der Weimarer Republik fortgesetzt hatte, galt die Naturschutzbewegung nach 1945 vielfach als NS-belastet. Trotz der hohen ideologischen Bedeutung war der reale Einfluss von Naturschützern gering, so sehr sie sich auch dem NS-Regime andienten. In der Nachkriegszeit führten Umwelt- und Naturschutzverbände ihre Arbeit weitgehend nach Vorgaben fort, die während des Nationalsozialismus entwickelt worden waren. Selbst das Vorhandensein einer Erblast wird verneint oder bestritten, dass für die heutige Theorie und Praxis des Naturschutzes noch Konsequenzen zu ziehen seien.
Die Regelungen der Natur- und Umweltgesetze des NS-Regimes sind nicht als Nazi-Gesetze einzustufen, so dass sie nach 1945 in Kraft blieben. Ein Verstoß gegen die gesetzlichen Vorgaben der Alliierten Militärregierung (Art. II des Gesetzes Nr. 1) wurde nicht gesehen. Allerdings galt in der Bundesrepublik Deutschland nach einem Beschluss des Bundesverfassungsgerichts vom 14. Oktober 1958 das Reichsnaturschutzgesetz (RNG) von 1935 nicht als Bundesrecht fort, da es als Ganzes über die Kompetenz des Bundes zur Rahmengesetzgebung hinausging, sondern als Landesrecht. Die Regelungen des RNG hatten als Grundlage der Gesetzgebung der Länder, die nach der neuen Ordnung des Grundgesetzes für den Naturschutz zuständig waren, bis Anfang der 1970er Jahre Bestand. Das RNG und seine Entstehungsgeschichte trug deutliche Züge des autoritären Regimes, in dem es entstanden war. § 24 RNG sah für die Ausweisung von Naturschutzgebieten oder Naturdenkmalen die Möglichkeit einer grundgesetzwidrigen entschädigungslosen Enteignung vor. Dies bestätigte eine Reihe von Gerichtsurteilen in den 50er Jahren.
In der DDR änderten sich die politische Einbindung und Zielsetzung des Naturschutzes. Die einflussreichsten Planer wie Georg Pniower oder Reinhold Lingner waren politisch unbelastet und der SED gegenüber loyal. Weder eine ästhetische Überhöhung der Natur noch ein Betonung des völkischen Rassismus spielten beim Aufbau eines sozialistischen Staates eine Rolle. An der praktischen Arbeit der Landschaftsplanung änderte dies jedoch wenig. Die Aufgaben blieben die gleichen. Leitbild war weiterhin die Intensivierung der Landnutzung. Personell wurde dabei auch auf Fachkräfte aus der Zeit des Nationalsozialismus, darunter auch auf Mitglieder der NSDAP, zurückgegriffen; einige stammten aus dem Umfeld Alwin Seiferts; in den Ländern der Sowjetischen Besatzungszone und der frühen DDR wurden auch zahlreiche Naturschutzbeauftragte, die bis 1945 amtiert hatten, wieder aktiv, unter diesen gab es eine Anzahl ehemaliger NSDAP-Mitglieder.
Auch in Westdeutschland arbeitete das Personal der Naturschutzbehörden weiter. Führende Personen aus der Zeit des Nationalsozialismus hatten auch nach 1945 hohe Positionen inne.
Heinrich Wiepking-Jürgensmann bekam 1948 eine Professur an der damals gegründeten Hochschule für Gartenbau und Landeskultur in Hannover. Konrad Meyer lehrte von 1956 bis 1968 als Professor für Landesplanung und Raumordnung an der Universität Hannover. Erhard Mäding wurde Gutachter und Vorstandsmitglied der Kommunalen Gemeinschaftsstelle für Verwaltungsvereinfachung (KGSt) sowie Dezernent für Landschaftsgestaltung beim Deutschen Gemeindetag.
Als „Naturschutz im engeren Sinne“, wie Walther Schoenichen unterschied (s. o.), knüpfte der Naturschutz an seine während der NS-Zeit angeblich ideologisch unbedenkliche, ökologische Neuausrichtung an. Man widmete sich zunächst vor allem der Bestandsaufnahme sowie dem Schutz der Natur vor dem Menschen. Bis in die 1960er Jahre konnte es vorkommen, dass Autobahnbau als ein Synonym für Naturschutz aufgefasst wurde, da Naturschützer mit einer „standortgerechten Bepflanzung“ zufrieden waren. Der Flächen- und Ressourcenfraß durch das Bauwerk wurde nicht kritisiert. Alwin Seifert führte seine Arbeit nach 1945 als Vorsitzender des Bund Naturschutz in Bayern 1958 bis 1963 fort. Er betonte die naturschützerischen Leistungen, die während der NS-Zeit erzielt worden seien. Gleichzeitig stellten sich Naturschützer als Opfer der NS-Politik dar.
Mit zunehmender Akzeptanz des Naturschutzes nahmen in den 1980er und 1990er Jahren Versuche der modernen Rechtsextremen sowie der Neuen Rechten zu, Umwelt- und Naturschutz wieder mit völkischen, rassistischen und antisemitischen Inhalten in Verbindung zu bringen und an die ideologischen Traditionen des Naturschutzes, insbesondere des Heimatschutzes, anzuknüpfen, die auch den Nationalsozialisten anschlussfähig erschienen. Auf den nationalsozialistischen Heimat- und Naturbegriff bezog sich unter anderem die rechtsextreme Heimattreue Deutsche Jugend. In Bayern greift die Zeitschrift Umwelt & Aktiv diese Traditionslinien auf.

## Rezeption
Der Kulturwissenschaftler Jost Hermand prägte den Begriff vom „grünen Flügel der NSDAP“ und zählte neben anderen dazu Walther Darré, Paul Schultze-Naumburg, Rudolf Heß, Fritz Todt und Alwin Seifert. Er verweist auf die Geschichte des Bundes Heimatschutz, die Anfang der 1930er Jahre durch den Vorsitzenden Schultze-Naumburg über den Kampfbund für deutsche Kultur in die Nazi-Ideologie mündete. Als weiteres Beispiel gilt die Entwicklung der Artamanen von der Wandervogel-Bewegung über die völkisch geprägte Gesinnung zur frühzeitigen Mitgliedschaft in der NSDAP und der SS. Bei den Artamanen organisiert waren NS-Landwirtschaftsminister Darré, SS-Führer Himmler und der Auschwitz-Kommandant Rudolf Höß. Anna Bramwell sieht in der NSDAP eine grüne Partei. Sie provoziert mit der Behauptung, man wolle nicht erkennen, dass das NS-Regime der erfolgreichste Pionier ökologischer Landwirtschaft gewesen sei. David Blackbourn hingegen widerspricht der Darstellung eines „grünen Flügels“, eher stelle die Naturschutzpolitik der Nationalsozialisten ein Abbild des „polykratischen Chaos“ der NS-Herrschaft dar.